# Amphipyra monolitha
Amphipyra monolitha là một loài bướm đêm trong họ Noctuidae.